# زربيان
الزربيان أكله يمنية وجبة رز اشتهرت كثيرا في السعودية والكويت وقطر وعدن وانتشرت في الدول العربية الأخرى وهو عبارة عن طبق  رز مع اللحم أو الدجاج والمطبوخ بالبهارات واللبن الرائب وله مذاق لذيذ جداً.
ذكر الرحّالة الهولندي سنوك هرخرونيه في عام 1888 أن سكان مكة كانوا يحضرون وجبة "زَرابـيان" باللحم (Zarābijān)، دون أن يعرف أصل التسمية، وقد تكون لها علاقة بوجبة الزَرْب في بادية الشام.

## المعلومات الغذائية
تحضر وجبة الزربيان باستخدام اللحم، الأرز، اللبن الزبادي، البطاطا، البصل، الثوم، الهيل، ورق الغار، القرنفل، القرفة، الكمون، الفلفل والملح.

## المكونات
بصل -ثومة-زنجبيل-ورق الغار-لحم أو دجاج- بهارات الكبسة-لبن رائب(زبادي)-ملح-فلفل حار

## التحضير
يتم وضع التالي في الخلاط بصله + رأس ثومه مقشره + علبه زبادي + ملعقة صغيرة قرفه مطحونة ومثلها كمون مطحون ومثلها زنجبيل مطحون + ملعقة صغيره فلفل اسود مطحون + ملعقة صغيره هيل مطحون + ملعقة صغيره زنجبيل مطحون + ملعقة صغيره ملح صيني ( موتو ) وتخلط الجميع مع بعض في الخلاط .
يصب الخليط فوق اللحم والبطاط مع إضافة ملعقة من الزيت المبخر، ثم يغطى القدر جيداً ويترك على النار لمدة ساعه أو حتى ينضج اللحم .
يقطع بصل على شكل جوانح وويتحمر جيداً في الزيت ويصفى من الزيت ويوضع جانباً
عند نضج اللحم يتم قليه في قدر عادي ويوضع عليه البصل المحمر وما يكفي من الزيت الذي تحمر فيه البصل .
يتم سلق كيلو أرز + كاستين ماء أو أكثر شوية + ما يكفي من الملح وقليل من زيت البصل، ويترك حتى ينضج 3 أرباع النضج

يوضع الرز فوق خليط اللحم والبصل، وعلى وجه الأرز قليل من الصبغة الصفراء، ثم يغطى ويترك على نار هادئة حتى ينضج.
يتم تقليب الأرز بالطريقة المعتادة ويقدم ساخنا

## مواضيع متعلقة
- حنيذ (طبق تقليدي من جنوب شبه الجزيرة العربية)
- مندي (طبق تقليدي من جنوب غرب آسيا (المنطقة العربية))
- فحسة (طعام)